# Nadleśnictwo Cewice
Nadleśnictwo Cewice – jednostka organizacyjna Lasów Państwowych podległa Regionalnej Dyrekcji Lasów Państwowych w Gdańsku. Siedziba Nadleśnictwa znajduje się w Cewicach w powiecie lęborskim, w województwie pomorskim. Podlegają mu 2 obręby i 13 leśnictw.

## Historia
Pierwsze nadleśnictwo w Cewicach powstało w 1945, z lasów należących do dawnych majątków niemieckich. Jego powierzchnia ogólna wynosiła w tamtym okresie 5774,56 ha. 19 kwietnia 1972 nadleśnictwo zostało włączone jako obręb leśny do Nadleśnictwa Lębork. Decyzją Dyrektora Naczelnego Zarządu Lasów Państwowych z dnia 1 lipca 1984 cały obręb Cewice, jak również leśnictwa Okalice i Maszewo weszły w skład ponownie utworzonego Nadleśnictwa Cewice. Dwa lata później przyłączono do niego 116,84 ha gruntów z Nadleśnictwa Bytów.

## Ochrona przyrody
Na terenie nadleśnictwa znajdują się dwa rezerwaty przyrody:
- Grodzisko Runowo[2]
- Karwickie Źródliska[3]

## Drzewostany
Typy siedliskowe lasów nadleśnictwa (z ich udziałem procentowym):
- lasowe 59,3%
- borowe 39,1%
- olsy 1,8%

Gatunki lasotwórcze lasów nadleśnictwa (z ich udziałem procentowym):
- sosna zwyczajna 67%
- buk 12,7%
- dąb 7,8%
- brzoza 5,5%
- olsza 2,4%
- modrzew 2,4%
- inne gatunki 1%